# Ephesia obscura
Ephesia obscura är en fjärilsart som beskrevs av Ludwig Osthelder. Ephesia obscura ingår i släktet Ephesia och familjen nattflyn. Inga underarter finns listade i Catalogue of Life.